# AppleCare+
AppleCare+ là tên thương hiệu của Apple dành cho các gói bảo hành mở rộng và hỗ trợ kỹ thuật cho các thiết bị của họ. AppleCare+ kéo dài thời hạn bảo hành một năm và 90 ngày hỗ trợ kỹ thuật (được gọi là AppleCare cơ bản) của thiết bị. Nó cho phép khách hàng được sửa chữa không giới hạn trong trường hợp hư hỏng do tai nạn với một khoản phí cố định (phí này cũng như giá của gói dịch vụ thay đổi tùy theo thiết bị). AppleCare+ có sẵn cho nhiều sản phẩm Apple bao gồm máy tính Mac và màn hình, tai nghe Beats, loa HomePod, điện thoại iPhone và máy tính bảng iPad, đồng hồ thông minh Apple Watch, và thiết bị truyền hình Apple TV. Các gói AppleCare+ bao gồm phần mềm Apple liên quan đến phần cứng được bảo hành.

## AppleCare+
Mỗi sản phẩm Màn hình Apple, Apple TV, Apple Watch, iPad, iPod, iPhone, HomePod, Mac và AirPods đều đi kèm với hỗ trợ kỹ thuật qua điện thoại miễn phí và bảo hành giới hạn từ Apple. AppleCare mở rộng phạm vi bảo hành thêm hai hoặc ba năm (tùy thuộc vào thiết bị) kể từ ngày mua và cung cấp dịch vụ hỗ trợ một cửa từ các chuyên gia của Apple. Khách hàng có thể chọn tiếp tục duy trì bảo hành AppleCare+ theo từng tháng sau khi gói ban đầu hết hạn.
AppleCare được bán bởi Apple và các đại lý ủy quyền. Gói bảo hành này có thể được kích hoạt thông qua số sê-ri của thiết bị tại thời điểm mua hoặc trong vòng 30 đến 60 ngày (tùy theo khu vực) sau khi mua.
Đối với tất cả các thiết bị phần cứng sau thời gian hỗ trợ kỹ thuật qua điện thoại và trực tuyến kéo dài 90 ngày cùng bảo hành phần cứng một năm, việc mua AppleCare cho máy tính MacBook hoặc màn hình Apple sẽ kéo dài cả hỗ trợ kỹ thuật và bảo hành phần cứng lên ba năm. Ngoài ra việc mua AppleCare cho iPod và các thiết bị iOS khác có thể kéo dài cả hỗ trợ và bảo hành phần cứng lên hai năm.
AppleCare cũng bao gồm dịch vụ thay thế nhanh cho iPad và iPhone. AppleCare bảo hiểm cho các trường hợp hư hỏng do tai nạn khác với bảo hành theo luật định.
Dịch vụ AppleCare có thể được cung cấp tại tất cả các quốc gia nơi chương trình được triển khai bất kể quốc gia mua AppleCare với điều kiện tuân thủ các điều khoản và điều kiện địa phương.
AppleCare không thay thế bất kỳ luật bảo hành hoặc luật bảo vệ người tiêu dùng hiện hành nào.

## AppleCare+ với bảo hiểm chống trộm và mất cắp
Tính đến tháng 10 năm 2023, bảo hiểm chống trộm và mất cắp được cung cấp tại Úc, Áo, Chile, Đan Mạch, Phần Lan, Pháp, Đức, Ý, Ireland, Nhật Bản, Hà Lan, New Zealand, Na Uy, Tây Ban Nha, Thụy Điển, Thụy Sĩ, Vương quốc Anh và Hoa Kỳ. AppleCare+ với bảo hiểm chống trộm và mất cắp bao gồm tối đa hai sự cố hư hỏng do tai nạn, trộm cắp hoặc mất mát với chi phí giảm cho người tiêu dùng cuối cùng. Hiện tại bảo hiểm này chưa khả dụng ở một số khu vực thuộc châu Âu, Nam Mỹ, châu Á - Thái Bình Dương, châu Phi, Bắc Mỹ (Canada) hoặc Nam Cực. Để yêu cầu bảo hiểm cho thiết bị bị mất hoặc bị đánh cắp, tính năng Find My của khách hàng cần phải được kích hoạt.

### Bảo hiểm phụ kiện đi kèm Mac và iPad
Khách hàng mua AppleCare+ cho bất kỳ máy tính Mac hoặc iPad nào cũng sẽ tự động nhận được bảo hiểm cho một số phụ kiện Apple liên quan và các phụ kiện đi kèm trong hộp (ví dụ: bộ chuyển đổi nguồn, cáp). Cùng với bảo hiểm cho MacBook, bất kỳ màn hình Apple bổ sung nào được mua cùng lúc với thiết bị MacBook cũng sẽ được bảo hiểm. AppleCare+ dành cho iPad cũng bảo hiểm hư hỏng do tai nạn đối với Apple Pencil hoặc Magic Keyboard.

## AppleCare Extended Service
Tại một số quốc gia hoặc khu vực không có văn phòng Apple địa phương như một số nơi ở Mỹ Latinh, sản phẩm "AppleCare Extended Service" được cung cấp thay thế cho gói AppleCare thông thường. Sản phẩm này cung cấp cùng thời hạn bảo hành phần cứng nhưng không bao gồm hỗ trợ qua điện thoại và trực tuyến.

## Tuân thủ pháp luật tại các khu vực pháp lý khác nhau

### Trung Quốc
Ngày 15 tháng 3 năm 2013, Đài Truyền hình Trung ương Trung Quốc đã phát sóng một chương trình nhân Ngày Quyền Người Tiêu Dùng Thế Giới. Chương trình này phê phán các vấn đề liên quan đến chính sách bảo hành của Apple tại Trung Quốc. Báo cáo nêu rằng khi sửa chữa iPhone tại Trung Quốc, người dùng luôn nhận lại một mặt lưng cũ. Ngoài ra, thời gian bảo hành cho sản phẩm thay thế chỉ kéo dài 90 ngày và thời hạn bảo hành cho Macintosh và iPad không tuân thủ luật pháp Trung Quốc về bảo hành. Ngày 1 tháng 4 năm 2013, Giám đốc điều hành Apple Tim Cook đã xin lỗi người tiêu dùng Trung Quốc về chính sách bảo hành này và tiến hành thay đổi chính sách.

### Liên minh châu Âu
Tại một số quốc gia thuộc Liên minh châu Âu (EU), các quy định địa phương yêu cầu người tiêu dùng được hưởng ít nhất hai năm bảo hành đối với các khuyết tật phần cứng đã tồn tại vào thời điểm mua hàng, điều này trùng lặp với lợi ích của AppleCare. Điều này có nghĩa là ở một số quốc gia thuộc EU, AppleCare vẫn cung cấp hỗ trợ qua điện thoại và trực tuyến trong 90 ngày cho tất cả các thiết bị. Tại hầu hết các quốc gia, theo luật pháp EU, gánh nặng chứng minh thuộc về thương nhân để xác định rằng không có khuyết tật phần cứng nào tồn tại vào thời điểm mua hàng trong sáu tháng đầu tiên sau khi mua. Sau sáu tháng, trách nhiệm này được đảo ngược, nghĩa là khách hàng có thể cần chứng minh rằng khuyết tật phần cứng đã tồn tại khi họ nhận sản phẩm. Khác với bảo hành pháp định, AppleCare cũng bảo hiểm các khuyết tật xuất hiện sau khi mua nếu thiết bị được sử dụng đúng cách.

#### Ý
Ngày 27 tháng 12 năm 2011, Apple bị cơ quan Cơ quan Cạnh tranh và Thị trường Ý phạt tổng cộng 900.000 euro vì không thông báo đầy đủ cho khách hàng về quyền hợp pháp được hưởng hai năm bảo hành theo Bộ luật Người tiêu dùng của Ý. Theo cơ quan này, Apple chỉ công bố bảo hành tiêu chuẩn một năm của mình và đề nghị bán gói AppleCare để gia hạn thêm một năm thay vì tuân thủ quy định pháp luật. Cơ quan này đã phạt Apple 400.000 euro vì không tiết lộ thông tin về bảo hành hai năm theo luật định và 500.000 euro vì bán gói AppleCare chồng chéo với quyền lợi bảo hành pháp lý.